# Darling Fault
Die Darling Fault (Darling-Verwerfung) ist eine bedeutende geologische Störung, die am westlichsten Rand Western Australias (Westaustralien) als Darling Scarp aufgeschlossen ist. Sie entstand im Mesoproterozoikum und bildete die östliche Grenze eines ehemaligen Grabenbruchs, der kontinentale Krustenblöcke trennte und sich zu einem Ozeanbecken öffnete. Die Darling Fault kann weit bis in Innere Ostantarktikas verfolgt werden.

Lage von Western Australia
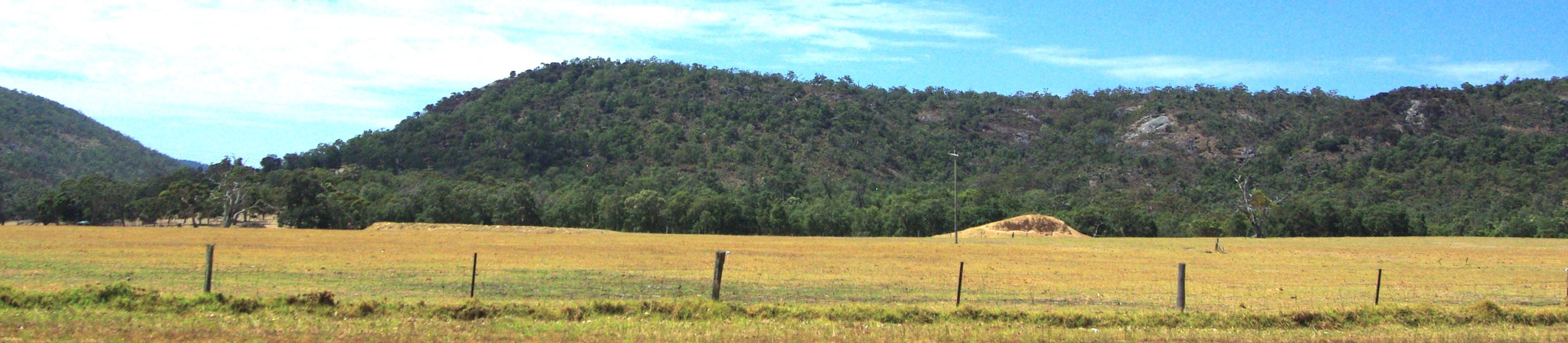
Darling Scarp zwischen Armadale und Pinjarra

## Erdgeschichtlicher Rahmen

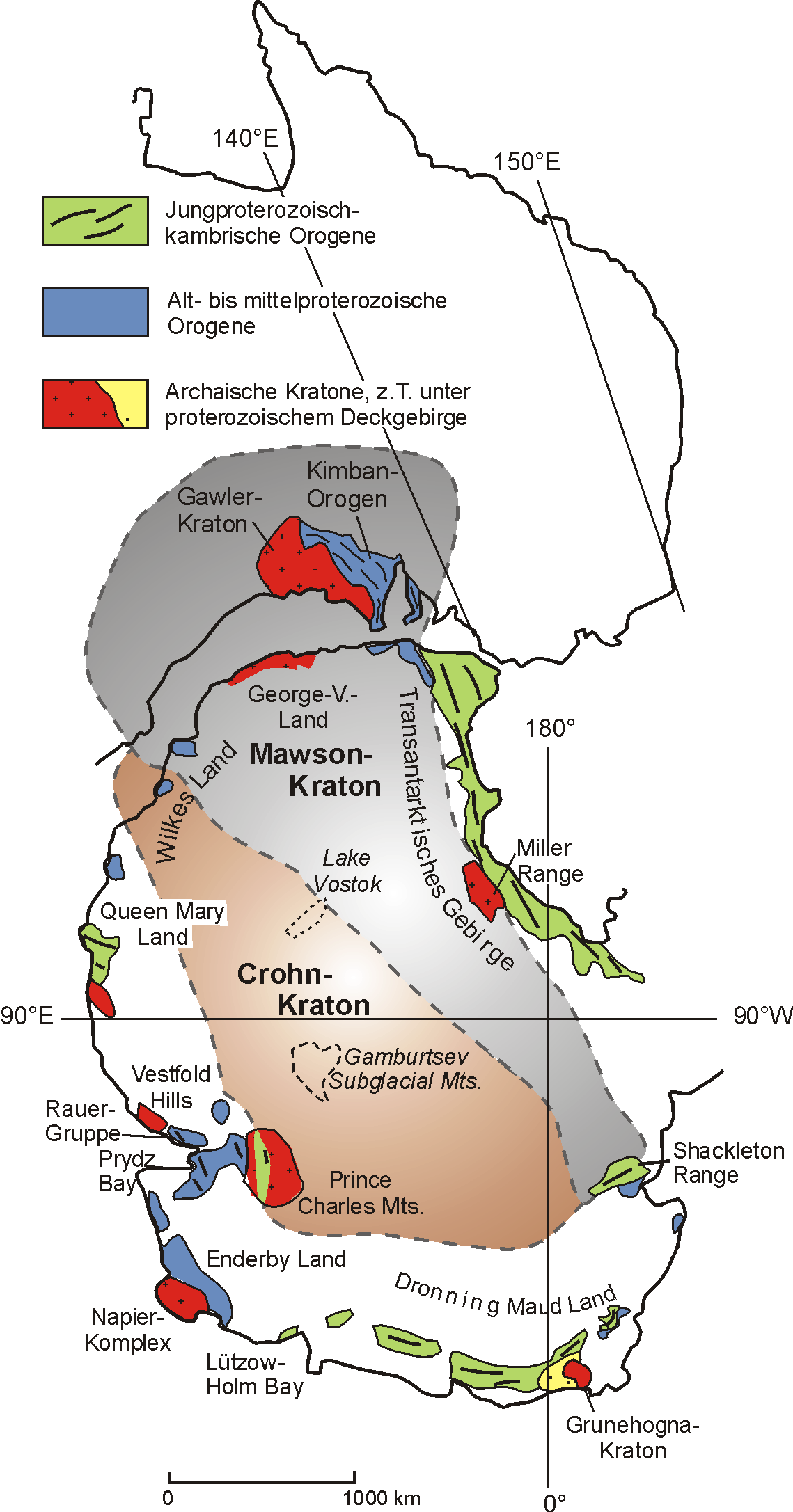
Rekonstruktion des Mawson-Kratons. mit seinen Bruchstücken im heutigen Südaustralien und Ostantarktika
Hypothetische Paläogeographie Columbias
Karte der Antarktis mit Wilkesland in Ostantarktika

Um 1720 mya kollidierte der Proto-Nordaustralische Kraton am nordöstlichen Ende Proto-Antarktikas (Mawson-Kraton). Dies fällt in die Formierungsphase des hypothetischen Superkontinents Columbias. Zwischen 1500 und 1350 mya rotierte der Proto-Nordaustralische Kraton entlang einer Subduktionszone und kollidierte mit dem nordwestlichen Rand des Mawson-Kratons unter Schließung des dazwischen liegenden Ozeans. Dadurch bildete sich in zwei Hauptphasen von 1350 bis 1140 mya das Albany-Fraser-Orogen. Es stellt somit eine Geosutur dar. Diese verläuft entlang des archaischen australischen Yilgarn-Kratons und erstreckt sich bis ins ostantarktische Wilkesland.

## Darling Fault
Der etwa 1000 Kilometer nordsüdlich verlaufende australische Ast der Darling Fault ist eine steil abfallende Bruchzone, die abrupt die alten Gesteine des Yilgarn-Kratons und Albany-Fraser-Orogens von den jüngeren des Pinjarra-Orogens abgrenzt und bildet eine scharfe Schwerkraftgrenze. Sie zeigt sowohl Blattverschiebungen in horizontaler (strike-slip fault) wie auch vertikaler Richtung (dip-slip fault). Es wird davon ausgegangen, dass bereits ab 2570 mya eine Proto-Darling Fault aktiv war, die die spätarchaischen Granitoide am westlichen Rand des Yilgran-Kraton beeinflusste.
Einer Hypothese zufolge wurde durch Grabenbruchbildung (Rifting) ein kontinentaler Krustenblock (Terran) unbekannter Dimensionen vom westlichen Rand der seinerzeit zusammenhängenden australischen und ostantarktischen Kontinentalmasse abgetrennt. In dieser Riftzone öffnete sich ein Ozean, der als Vorläufer des Indischen Ozeans angesehen werden kann. Die Darling Fault bildete die östliche Begrenzung. Als Zeitraum für das Rifting werden 1140 bis 1080 mya vermutet, der sich zwischen der Bildung des Albany-Fraser-Orogens und des Pinjarra-Orogens erstreckt. Der abgetrennte Krustenblock ist nicht mehr auffindbar. Die hoch metamorph überprägten und deformierten Northampton- und Mullingarra-Komplexe des Pinjarra-Orogens entstanden zwischen 1080 und 1060 mya. In ihnen befinden sich jedoch auch detritische (verschleppte) Zirkone, die Alter von 1900 bis 1600 mya und 1450 bis 1150 mya aufweisen. Diese stammen mutmaßlich vom Capricorn-Orogen bzw. Albany-Fraser-Orogen ab. Das Capricorn-Orogen entstand infolge der Kollision des Pilbara-Kratons und dem Glenburgh-Terran mit dem Yilgran-Kraton zwischen 2000 und 1960 mya. Dieser Gebirgsbildungsprozess wird als Glenburgh-Orogenese bezeichnet.

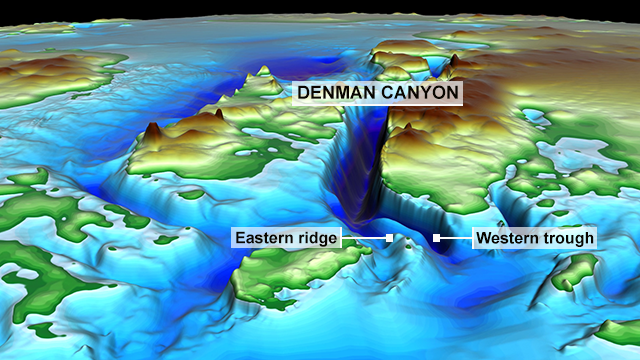
Form des Gletscherbetts unter dem Denman-Gletscher mit dem Denman-Canyon

Die Fortsetzung des australischen Abschnitts der Darling Fault verläuft am westlichen Rand des Mawson-Kratons und definiert den östlichen Rand des heutigen ostantarktischen Denman-Gletschers im Königin-Marie-Land einerseits und die westliche Begrenzung des Crohn-Kratons andererseits. Dort trennt sie auch die Bunger Hills von den Obruchev Hills (siehe auch → Bunger Hills). Unter diesem Gletscher verläuft der markante ca. 3.500 Meter tiefe Denman-Canyon.